# Кледер (Финистер)
Кледер (фр. Cléder) — коммуна на северо-западе Франции, находится в регионе Бретань, департамент Финистер, округ Морле, кантон Сен-Поль-де-Леон. Расположена на побережье Ла-Манша, в 54 км к северо-востоку от Бреста и в 27 км к северо-западу от Морле, в 20 км от национальной автомагистрали N12.
Население (2019) — 3 683 человека.

## История
Основание Кледера связано со святым Ке Корневильским, в IV веке прибывшим в Арморику из Британии и похороненному здесь в оратории, на месте которой впоследствии была построена освященная в его честь церковь.
Главной доисторической достопримечательностью Кледера был камень высотой в 3,6 метра и длиной 1,4 метра, названный  "алтарь друидов" и связывавшийся с культовыми действиями кельтского населения этих мест. Он был подробно описан в 1857 году, но до наших дней не сохранился, в отличие от пяти раскопанных курганов, содержащих предметы бронзового века. Также на территории коммуны обнаружены следы поселений галльского и галло-римского периодов.
Около 1630 года в Кледере по плану древних крепостных замков был построен замок Кергурнадеш: квадратное здание, окруженное углами четырех больших круглых башен, с галереей машикули; от него сохранились живописные руины.
Население коммуны не приняло революцию 1793 года . Многие местные жители участвовали в сражении при Кергиду, где они были разбиты революционными войсками. После этого власти коммуны признали новую власть, но отказалась послать депутата, чтобы он привез в Париж протокол о принятии Конституции 1793 года и представлял коммуну на празднике Конституции 10 августа 1793 года.

## Достопримечательности
- Усадьба Тронжоли XVI века
- Шато Кергурнадеш XVII века
- Шато Керманги
- Церковь Святого Петра и Святого Ке XVII-XVIII веков

## Экономика
Структура занятости населения:
- сельское хозяйство — 34,8 %
- промышленность — 7,3 %
- строительство — 5,4 %
- торговля, транспорт и сфера услуг — 23,0 %
- государственные и муниципальные службы — 29,5 %

Уровень безработицы (2018) — 9,0 % (Франция в целом —  13,4 %, департамент Финистер — 12,1 %). 

Среднегодовой доход на 1 человека, евро (2018) — 21 490 (Франция в целом — 21 730, департамент Финистер — 21 970).

## Демография
Динамика численности населения, чел.

## Администрация
Пост мэра Кледера с 2008 года занимает Жерар Даньелу (Gérard Daniélou). На муниципальных выборах 2020 года возглавляемый им блок победил в 1-м туре, получив 59,76 % голосов.
| Период | Период | Фамилия       | Партия                                  | Примечания                                  |
| ------ | ------ | ------------- | --------------------------------------- | ------------------------------------------- |
| 1947   | 1977   | Ив Бертева    |                                         | в его честь назван стадион-велодром Кледера |
| 1977   | 1995   | Ив Гийу       | Центристы                               | профессор                                   |
| 1995   | 2008   | Жак-Люк Юген  | Разные левые                            |                                             |
| 2008   |        | Жерар Даньелу | Разные правые Союз за народное движение | государственный служащий                    |

## Города-побратимы
- Эшбуртон, Великобритания
- Херлесхаузен, Германия
- Таненж, Франция

## Галерея
- Усадьба Тронжоли
- Шато Керманги
- Руины шато Кергурнадеш
- Пляж Кледера